# Morbegno
Morbegno är en ort och kommun i provinsen Sondrio i regionen Lombardiet i Italien. Kommunen hade 12 405 invånare (2018).